# Psaliodes concinna
Psaliodes concinna là một loài bướm đêm trong họ Geometridae.